# 胡來陞
胡來陞（16世紀—17世紀），字葵中，山西平陽府洪洞縣人，明末清初政治人物。

## 生平
胡來陞是萬曆四十六年（1618年）的舉人，崇禎五年（1632年）授蠡縣知縣，為政精明勤敏而平和，七十二張訟紙一天閱畢，判決如流稅令人信服；城垣倒塌，窄處馬匹不能並行，當時正值二月，他立刻下令搶修，百姓擔心工程影響農務而叫嚷，他則數週內微服巡視、勸懲人民，一個月後城垣竣工，縣內治安一勞永逸。
崇禎九年（1636年）胡來陞改任東光知縣，在該處平息訟事、平均繇役，釐奸剔弊而廉明仁恕，人稱循良，一年後改任宛平，入朝擔任工部主事，弘光時外調山東登萊道僉事；之後降清為萊州知府，官至湖廣按察司副使，兼布政司右參議。他個性溫和文雅，操守清廉，為官數十年行李沒有多餘物資，學問亦宏博，尤其擅長古詩文詞，晚年回歸林下，曾與宋炳奎合修《洪洞縣志》，人們奉為信史，惟其著述已散佚。

## 引用
1. 1 2  民國《洪洞縣志·卷十二·人物志上》：胡來陞，字葵中，明萬歷戊午舉人，授直隸蠡縣知縣，旋調東光縣，擢工部主事；尋外用山東萊州府知府，歷遷至湖廣按察司副使，兼布政司右參議。性情和雅，操守清廉，宦遊數十年囊無餘資，坦然自若；生平學問宏博，尤工詩古文詞，晚歸林下，曾與宋炳奎同修縣志，考據詳明，體裁完善，人皆奉為信史，著述惜多散佚。
2. ↑  光緒《蠡縣志·卷四·志》：胡來陞，號葵中，山西洪洞舉人，崇正五年任縣事，精明勤敏，愷悌平和，積訟七十二紙日昃而聽，日暮而畢，剖決如流，兩造咸服。城垣倒塌，窄處馬不聯騎，時際二月，下令幫修丈餘，百姓嘵嘵慮防農務，微服步履日省數週，分別勸懲匝月告竣，一勞永佚當時賴之。
3. ↑  光緒《東光縣志·卷六·職官志》：胡來陞，山西洪洞舉人，崇正九年任縣事，平訟均徭，釐奸剔弊，廉明仁恕，允稱循良，任一年陞宛平知縣。
4. ↑  錢海岳《南明史·卷三十五·列傳第十一》：（弘光）時山東司道：……胡來陞，洪洞人。萬曆四十六年舉於鄉。蠡縣知縣，累遷登萊僉事。降清。